# Tunnelschacht

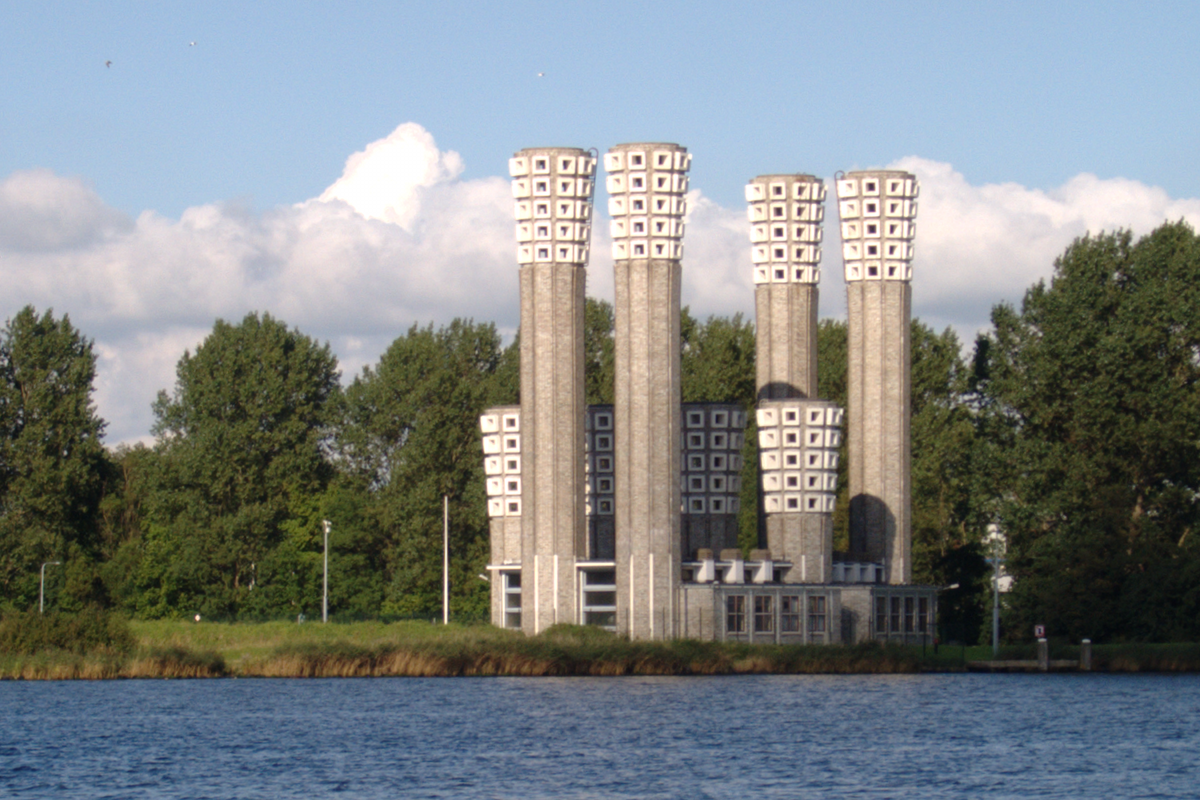
Ventilatietorens van de Velsertunnel

Een tunnelschacht is een verticale buis die een verbinding vormt tussen een -min of meer- horizontale tunnelbuis en het maaiveld.
Het doel van de tunnelschacht is vaak het bieden van toegang en daarnaast ook ventilatie. Bij ventilatieschachten staat vaak bovengronds een ventilatiegebouw met bijbehorende torens.
Bij oude tunnels, zoals de Thames Tunnel en de Greenwich foot tunnel, werd de schacht voorzien van een wenteltrap zodat voetgangers toegang hadden tot de schacht zonder dat er een lange helling naar de tunnelbuis aangelegd hoefde te worden.